# Xystrocera virescens
Xystrocera virescens là một loài bọ cánh cứng trong họ Cerambycidae.